# TUSEM Essen
| TUSEM Essen | TUSEM Essen                                  |
| --- | -------------------------------------------- |
| Nadimak: | -/-                                          |
| Osnovan: | 20. listopada 1926.                          |
| Boje kluba: | crveno-bijelo                                |
| Trener: | Krzysztof Szargiej                           |
| Dvorana: | Dvorana Margarethenhöhe / Dvorana „Am Hallo“ |
| Sjedećih mjesta: |                                              |
| Sezona 2006./07.: |                                              |
| Njemačko prvenstvo: | Ulaz u Prvu njemačku rukometnu ligu          |
| Njemački kup: |                                              |
| - Njemački prvaci 1986., 1987., 1989. - Njemački osvajači kupa 1988., 1991., 1992. - Euro-City-Cup 1994. - EHF Kup 2005. - Osvajači Europskog kupa 1989. |                                              |

TUSEM Essen je rukometni klub i natječe se u  Prvoj njemačkoj rukometnoj ligi.

## Poznati igrači koji su nastupali ili nastupaju za TUSEM Essen
- Jochen Fraatz
- Rudi Rauer
- Martin Schwalb
- Guðjón Valur Sigurðsson
- Dmitrij Torgovanov
- Aljaksandr Tučkin
- Oleg Velyky

## Poznati treneri koji su radili u TUSEM-u
- Velimir Kljaić

## Vanjske poveznice
- Službene stranice kluba  Arhivirana inačica izvorne stranice od 22. listopada 2011. (Wayback Machine)
- Rukometni odjel  Arhivirana inačica izvorne stranice od 3. srpnja 2009. (Wayback Machine)